# Космос-378
Космос-378 је један од преко 2400 совјетских вјештачких сателита лансираних у оквиру програма Космос.
Космос-378 је лансиран са космодрома Плесецк, СССР, 17. новембра 1970. Ракета-носач Р-14 Чусоваја (рус. Чусовая) (8К65, НАТО ознака SS-5 Skean) са додатим степеном је поставила сателит у орбиту око планете Земље. Маса сателита при лансирању је износила 400 килограма. Космос-378 је био сателит намијењен за војно и научно истраживање.